# Kranggan Timur
Kranggan Timur is een bestuurslaag in het regentschap Bangkalan van de provincie Oost-Java, Indonesië. Kranggan Timur telt 1994 inwoners (volkstelling 2010).